# Klin (okres Námestovo)
Klin je obec na Slovensku v okrese Námestovo v Žilinském kraji v Oravské kotlině na Slovensku. V obci se nachází římskokatolický kostel svatého Antonína Paduánského z 20. století.

## Historie
Klin byl založen Františkem Turzem krátce před rokem 1567, který osídlením pověřil Jakuba Kohouta z Ústí, který zde přivedl pět rodin. Kohoutovci přijali příjmení Klinovský. Pro drsné klimatické podmínky byla obec ještě v roce 1593 osvobozena od placení poplatků. 17. července 1613 Juraj Turzo vydal novou zakládací listinu s odkladem placení daní a naturálních dávek na 10 let.
- 1683 – vesnici přepadli Litevci, vydrancována a vypálení usedlostí
- 1715 – 1716, zamrzlé roky, odešlo 41 osadníků
- 1739 a 1831 – mor
- 1826 postaven zděný kostel
- 1834 – postavena první obecná škola
- 23. říjen 1875 – Urbárská dohoda s Oravským panstvím (vznikl Spolek bývalých urbariátníků obce Klin).

## Geografie
Obec se nachází v nadmořské výšce 640 metrů a rozkládá se na ploše 12,74 km². K 31. prosinci roku 2017 žilo v obci 2 428 obyvatel.

### Části obce
Ťaskovka – samostatná osada vzdálená od obce 1 km.

## Rodáci
- Pavol Olexik (1801 – 1878) – průkopník genetiky
- Jozef Červeň (* 1970) – katolický kněz, věnující se pastoraci Romů

## Turismus
Nachází se zde lyžařské středisko Klín-Ťaskovka se sjezdovkou a běžeckými tratěmi. Chráněná přírodní rezervace Ťaskovka a Klinské rašelinisko s rozhlednou Klin.
Z Klinu vede naučná stezka Prameny lesa na 686 m n. m. vysoký kopec Grap, na kterém je 9,5 metru vysoká socha Ježíše Krista a socha papeže Jana Pavla II.